# Duwayne Dunham
Pour les articles homonymes, voir Dunham (homonymie).
Duwayne Dunham est un réalisateur et monteur américain né le 17 novembre 1952 à Los Angeles.

## Filmographie

### comme Réalisateur
- 1993 : L'Incroyable Voyage (Homeward Bound: The Incredible Journey)
- 1994 : Les Petits Géants (Little Giants)
- 1997 : Beyond Belief: Fact or Fiction (en) (série TV)
- 1998 : Les Sorcières d'Halloween (TV)
- 1999 : Le Garçon qui venait de la mer (The Thirteenth Year) (TV)
- 1999 : Saint-Nicholas et le nouveau monde (en) (Santa and Pete) (TV)
- 2000 : La Confiance des chevaux (en) (Ready to Run) (TV)
- 2002 : Double Teamed (en) (TV)
- 2003 : Right on Track (en) (TV)
- 2004 : Tiger Cruise (en) (TV)
- 2005 : Now You See It... (TV)

### comme Monteur
- 1979 : American Graffiti, la suite (More American Graffiti)
- 1983 : Star Wars, épisode VI : Le Retour du Jedi (Star Wars: Episode VI - Return of the Jedi)
- 1985 : From 'Star Wars' to 'Jedi': The Making of a Saga (en) (vidéo)
- 1985 : Un été pourri (The Mean Season)
- 1986 : Blue Velvet
- 1987 : Cherry 2000